# Rue de Condé (Paris)
Pour les articles homonymes, voir Rue de Condé.
La rue de Condé est une voie située dans le quartier de l'Odéon dans le 6e arrondissement de Paris.

## Situation et accès

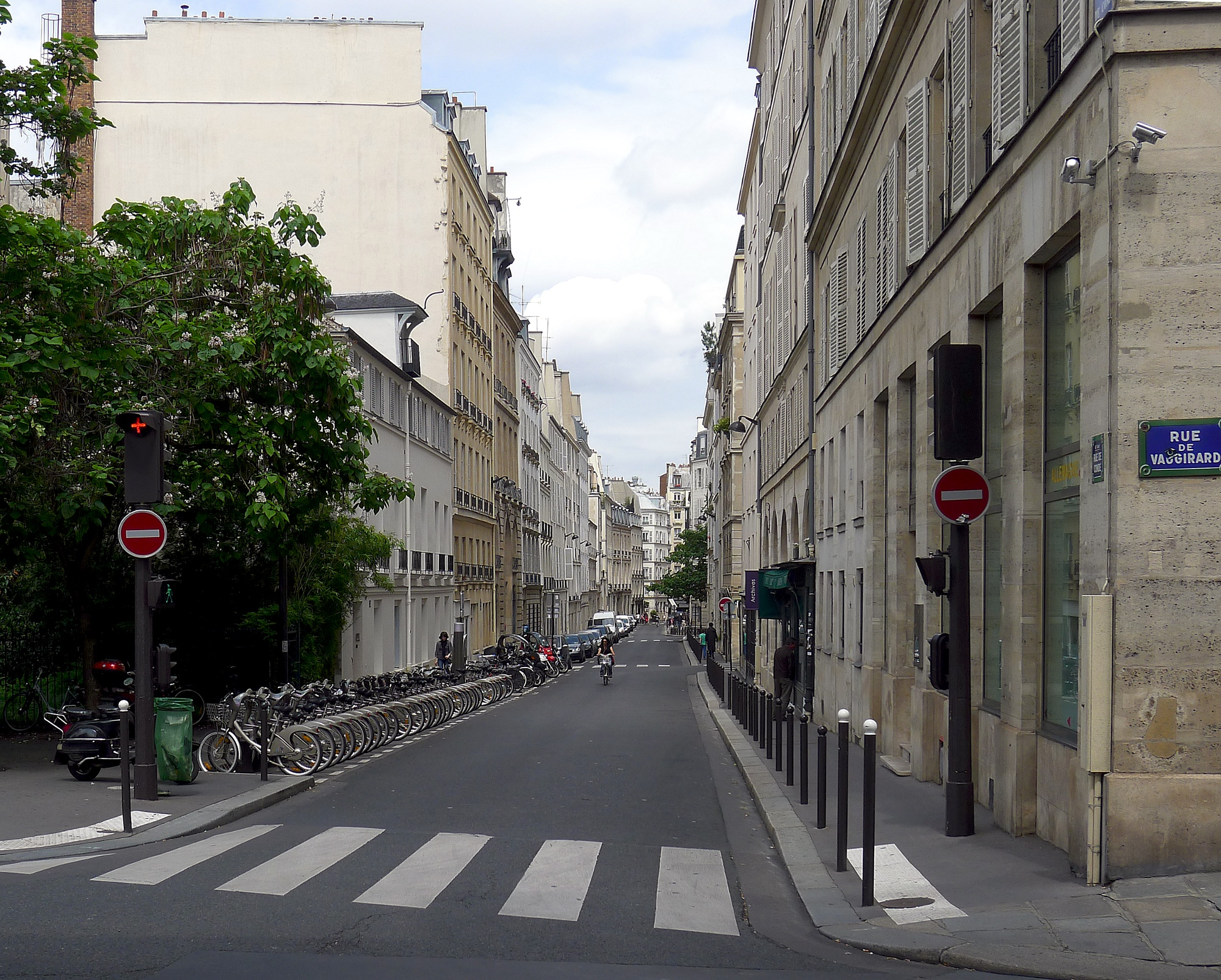
Autre vue de la rue.

Longue de 265 mètres, elle commence au 16, carrefour de l'Odéon et au 1, rue des Quatre-Vents et se termine au 22, rue de Vaugirard.
Elle est desservie à proximité par les lignes 4 et 10 à la station Odéon.

## Origine du nom
Elle porte ce nom car l'hôtel de Condé y avait sa principale entrée.

## Historique
Cette rue, ouverte vers 1500, a porté de nombreux noms : « rue du Clos-Bruneau », « rue Neuve-de-la-Foire » (1510), et « rue Neuve-Saint-Lambert ».
Elle prend en 1612 le nom de « rue de Condé » en raison de l'achat par Henri de Bourbon-Condé, prince de Condé, de l'hôtel particulier construit par Antoine de Corbie sur un terrain qui aurait pu appartenir à Arnaud de Corbie, chancelier de France sous Charles VI. Une grande maison à la mode italienne appartenait vers 1550 au financier Giovanni Battista Gondi ou Jean-Baptiste Ier de Gondi (1501-1580), cousin d'Albert de Gondi, baron de Cadun, puis à son neveu Jérôme II de Gondi (1550-1604), qui l'a fait modifier par l'architecte Claude Vellefaux, en 1584. Il y reçut en 1601 Marie de Médicis avant qu'elle puisse loger au Louvre. À sa mort, son fils Jean-Baptiste II de Gondi (1576-1640) hérite de ses biens. Il est gentilhomme de la chambre et introducteur des ambassadeurs d'Henri IV. La crise financière va entraîner sa faillite qui l'oblige à vendre ses biens entre 1609 et 1612. La maison est achetée par Henri II de Bourbon en 1612, grâce aux libéralités de la Régente et de Louis XIII. Le bâtiment devient l'hôtel de Condé et possède son entrée principale sur la rue. L'hôtel de Condé se situait des nos 9 à 15 et remontait jusqu'au théâtre de l'Odéon ; il sera rasé pour une opération immobilière et la construction du théâtre.
Elle est citée sous le nom de « rue de Condé» dans un manuscrit de 1636.
En 1792 durant la Révolution, elle prend temporairement le nom « rue de l'Égalité » jusqu'en 1801 où elle retrouve le nom de la maison de Condé.

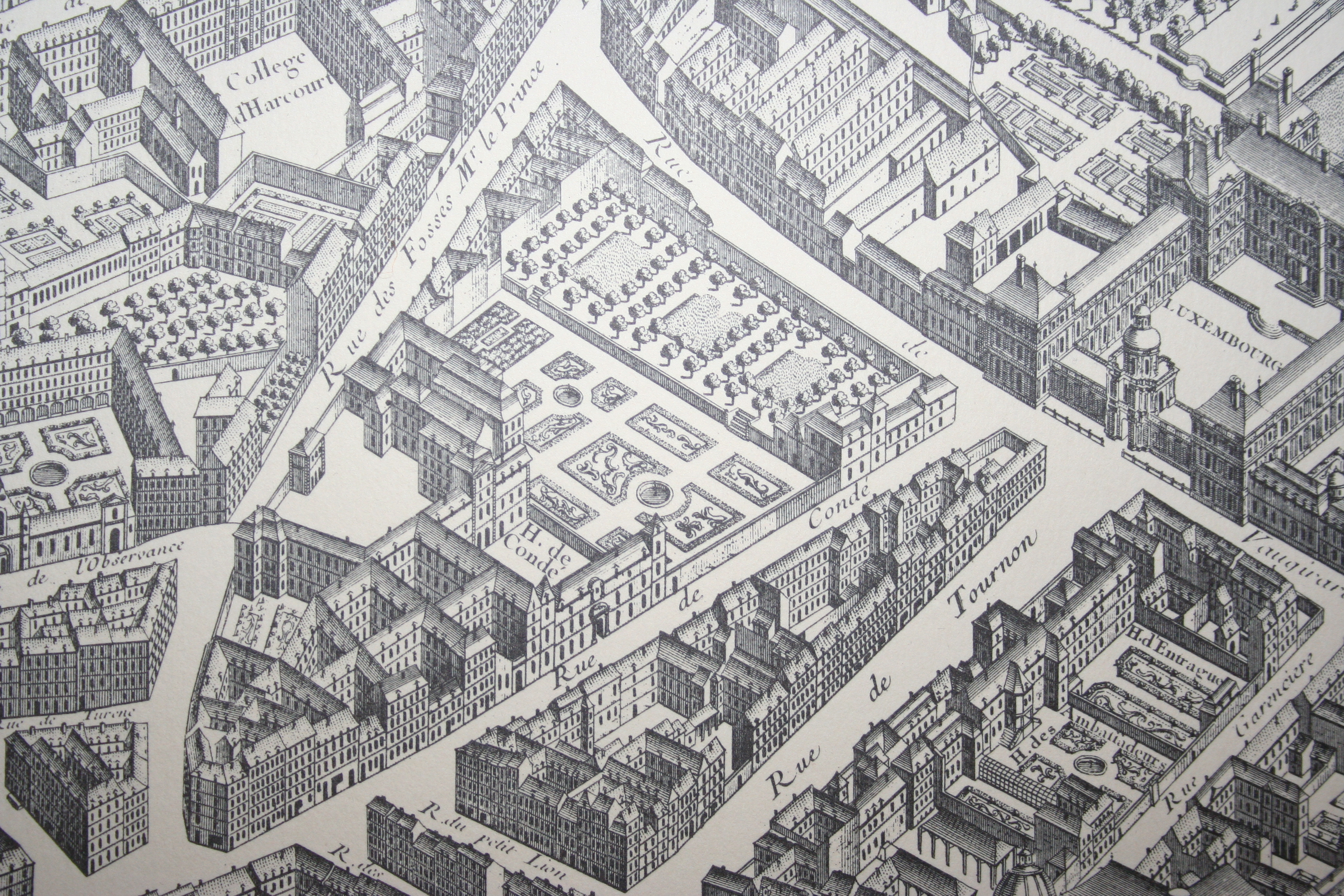
L'hôtel de Condé avant sa démolition vers 1770 et la rue de Condé sur le plan de Turgot (1736).
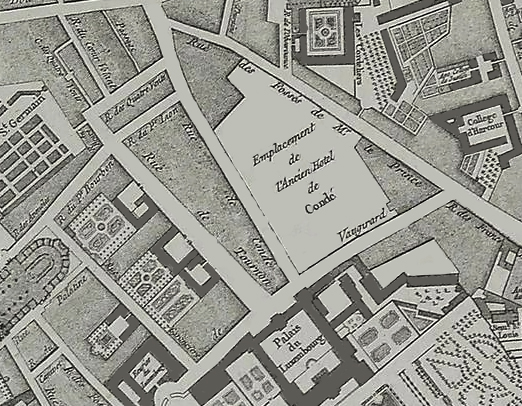
Emplacement de l'hôtel de Condé avant la construction du Théâtre-Français, futur théâtre de l'Odéon (plan de Jaillot de 1775).
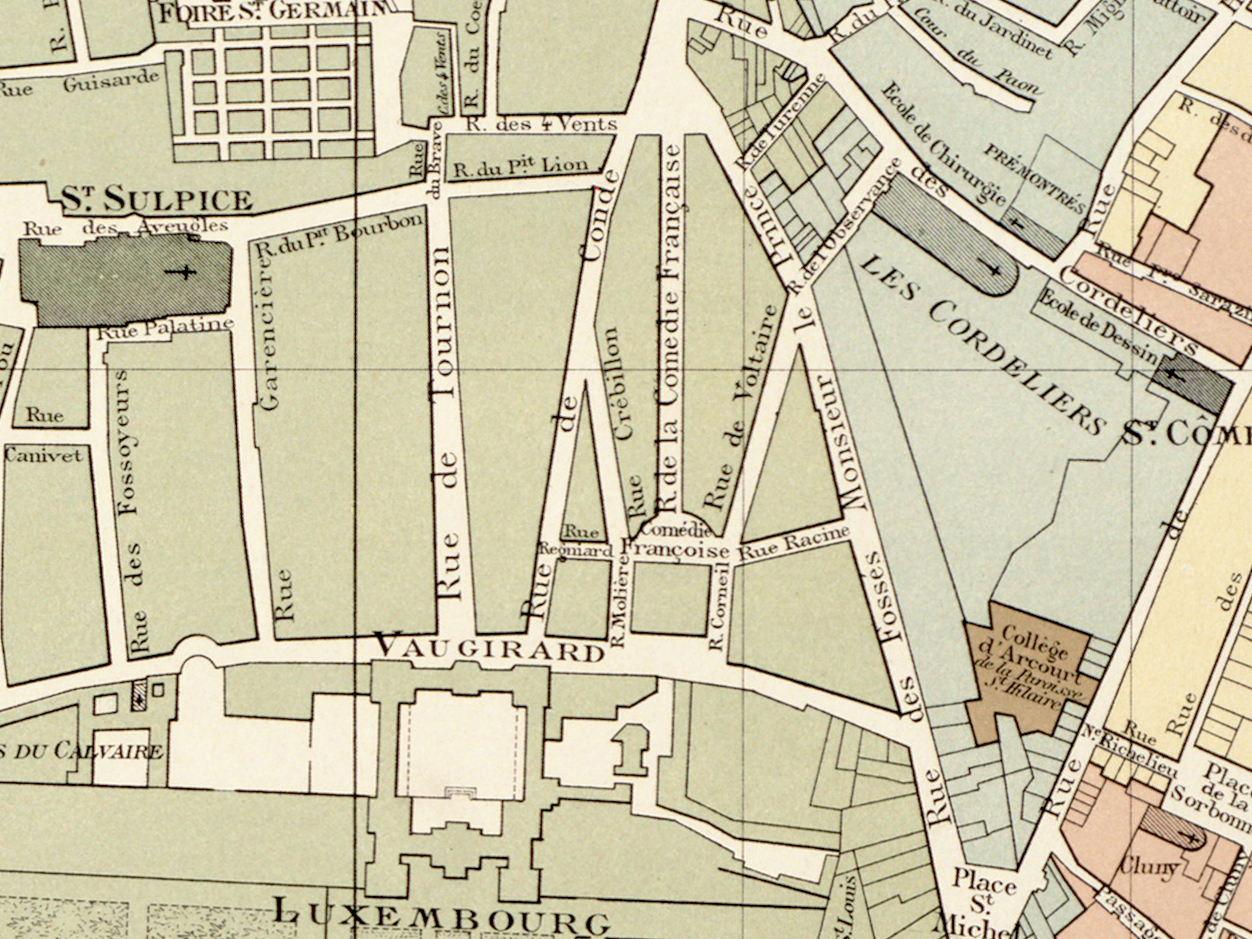
Extrait du plan de Junié de 1786.

## Bâtiments remarquables et lieux de mémoire
La rue commence au carrefour de l'Odéon.
- No 1 : façade classée.
- No 3 : immeuble du XVIIIe siècle où est née Maria Malibran, le 24 mars 1808. Louis Picard, directeur du théâtre de l'Odéon entre 1816 et 1821, y a habité.

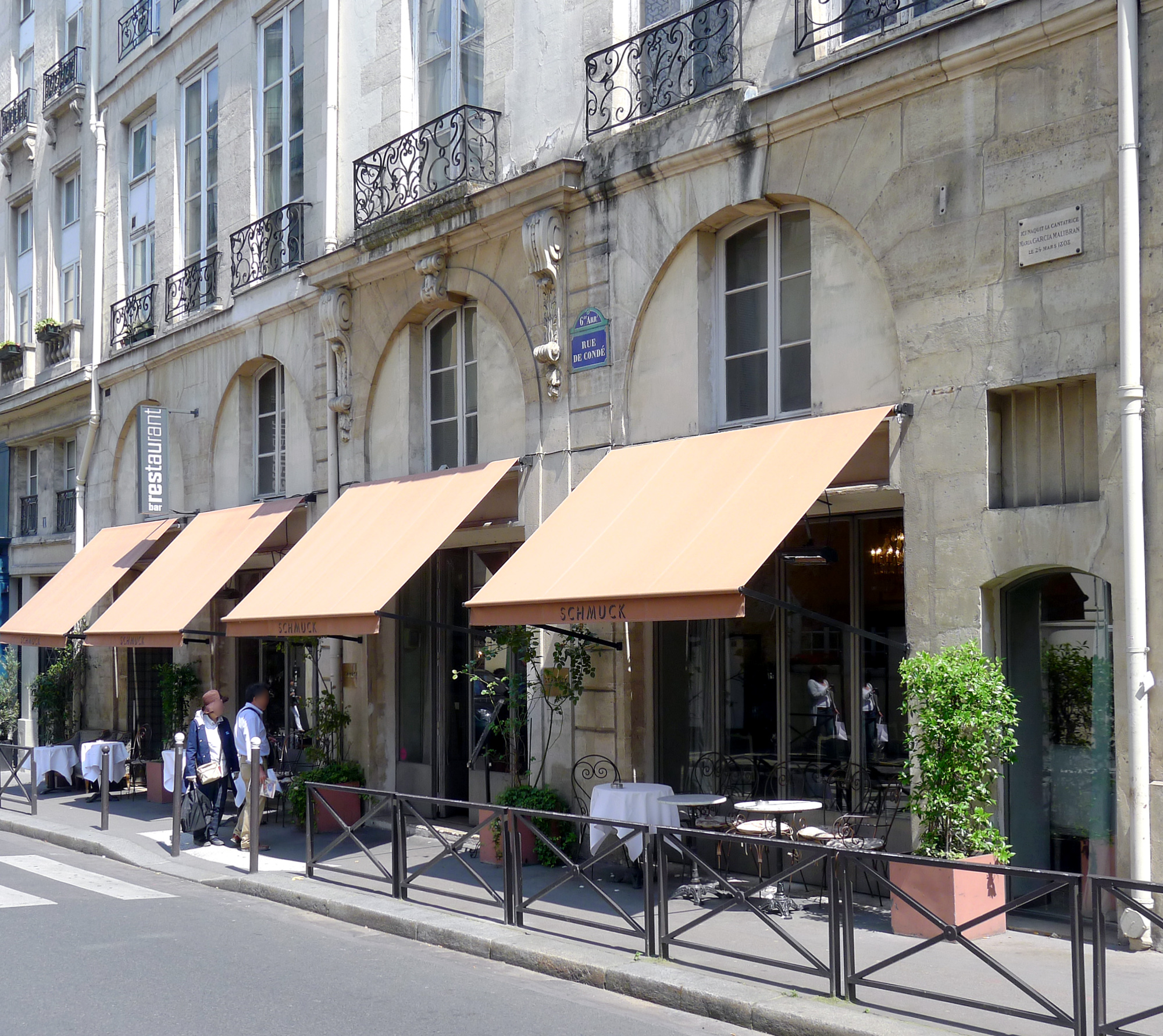
Nos 1 et 3.
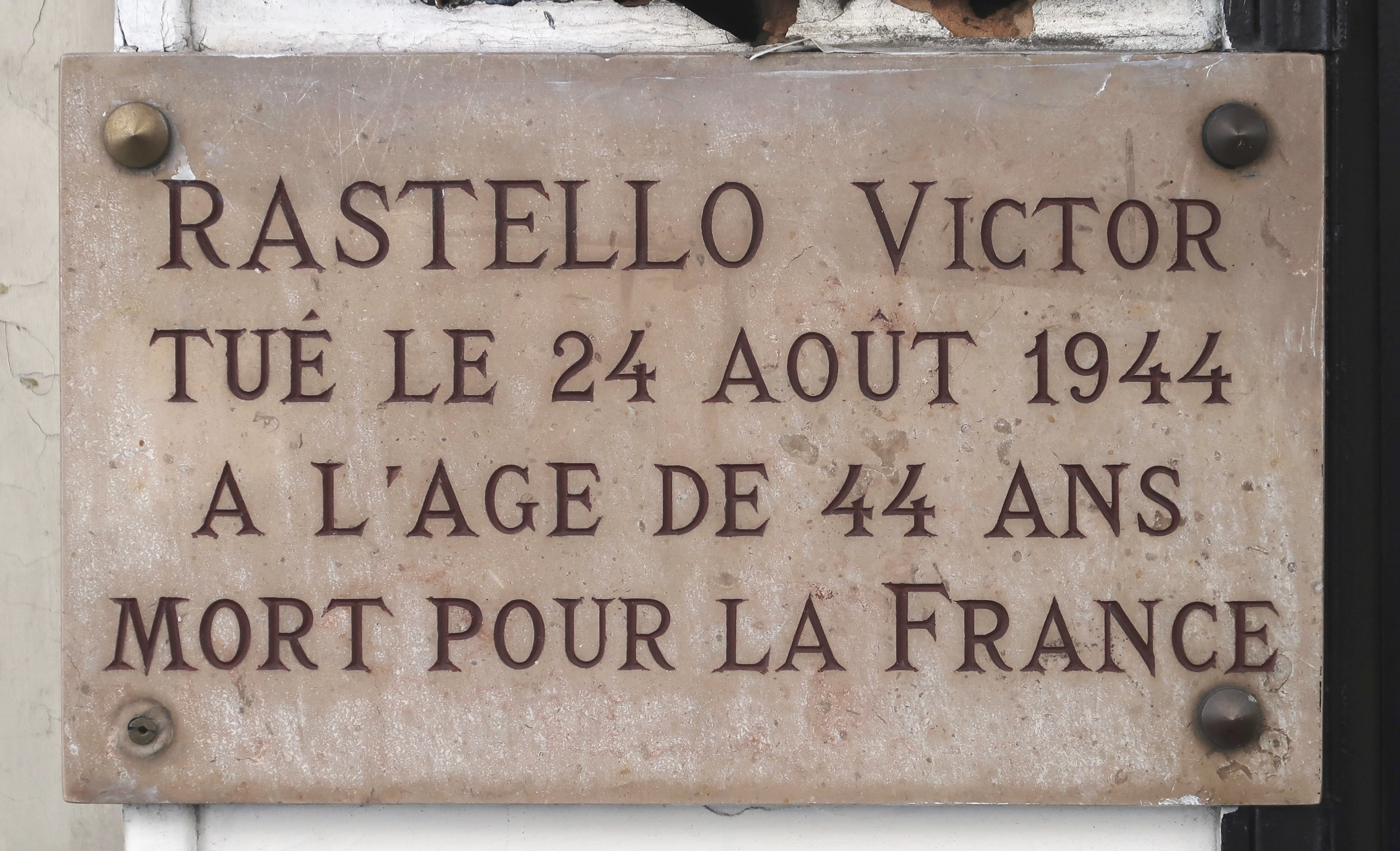
Plaque au no 2, en hommage à Victor Rastello, mort pendant la Libération de Paris.
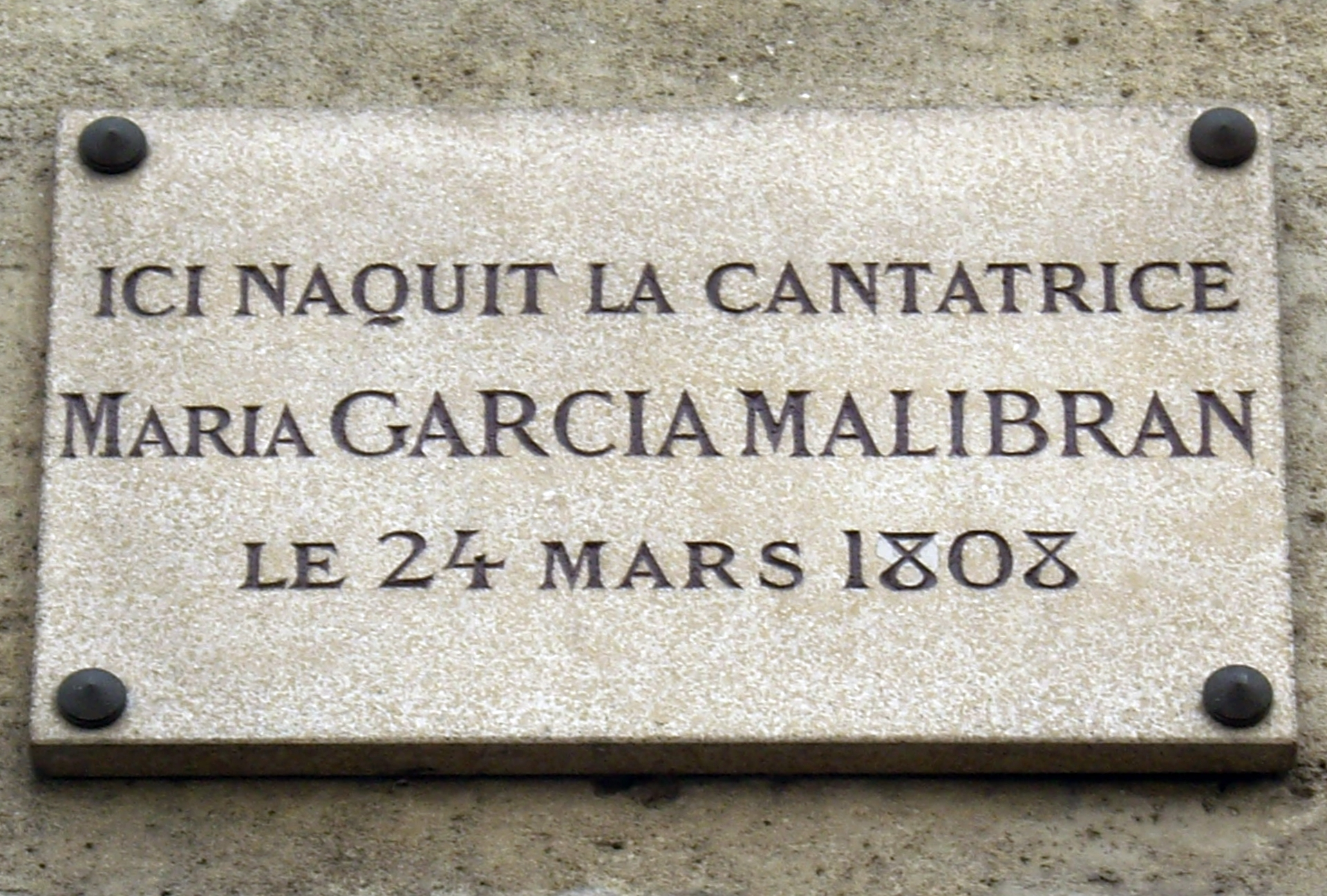
Plaque au no 3.

- No 5 : emplacement d'une maison qui faisait partie de l'Académie d'équitation d'Arnolfini[4]. Immeuble du XVIIIe siècle. Les immeubles numéros impairs, entre le 5 et le 15 inclus, sont contemporains de l'ouverture de la rue de l'Odéon, en 1780. Le comte de Provence avait traité avec les entrepreneurs Pécoul, Carrenet et les Armand[5] pour la construction des maisons le long des rues nouvelles pour pouvoir revendre les immeubles achevés. Les façades ont été traitées avec des éléments communs.
- No 8 : George Sand acheta dans cet immeuble une garçonnière pour son fils. Elle y a habité en 1848.

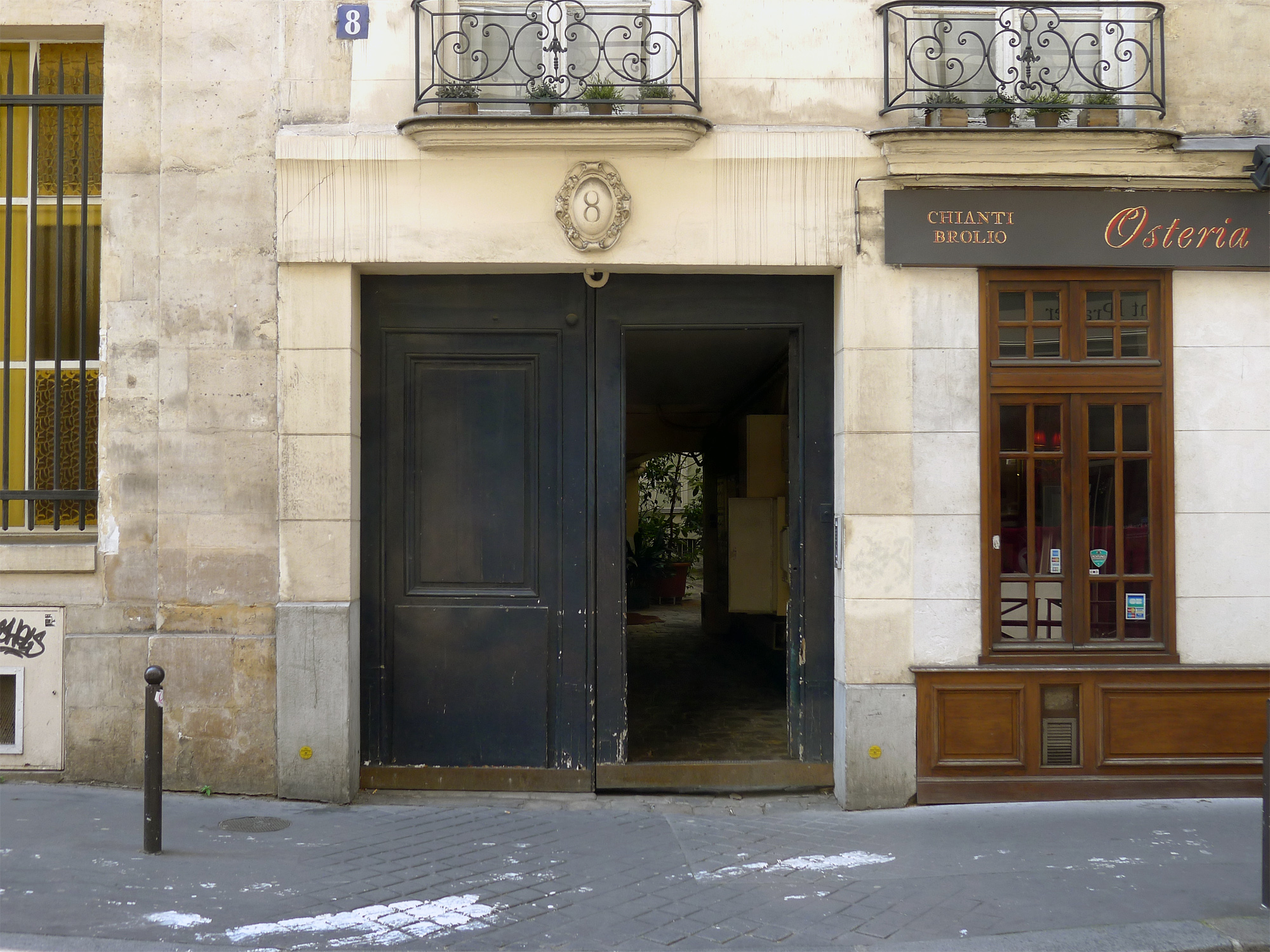
No 8.
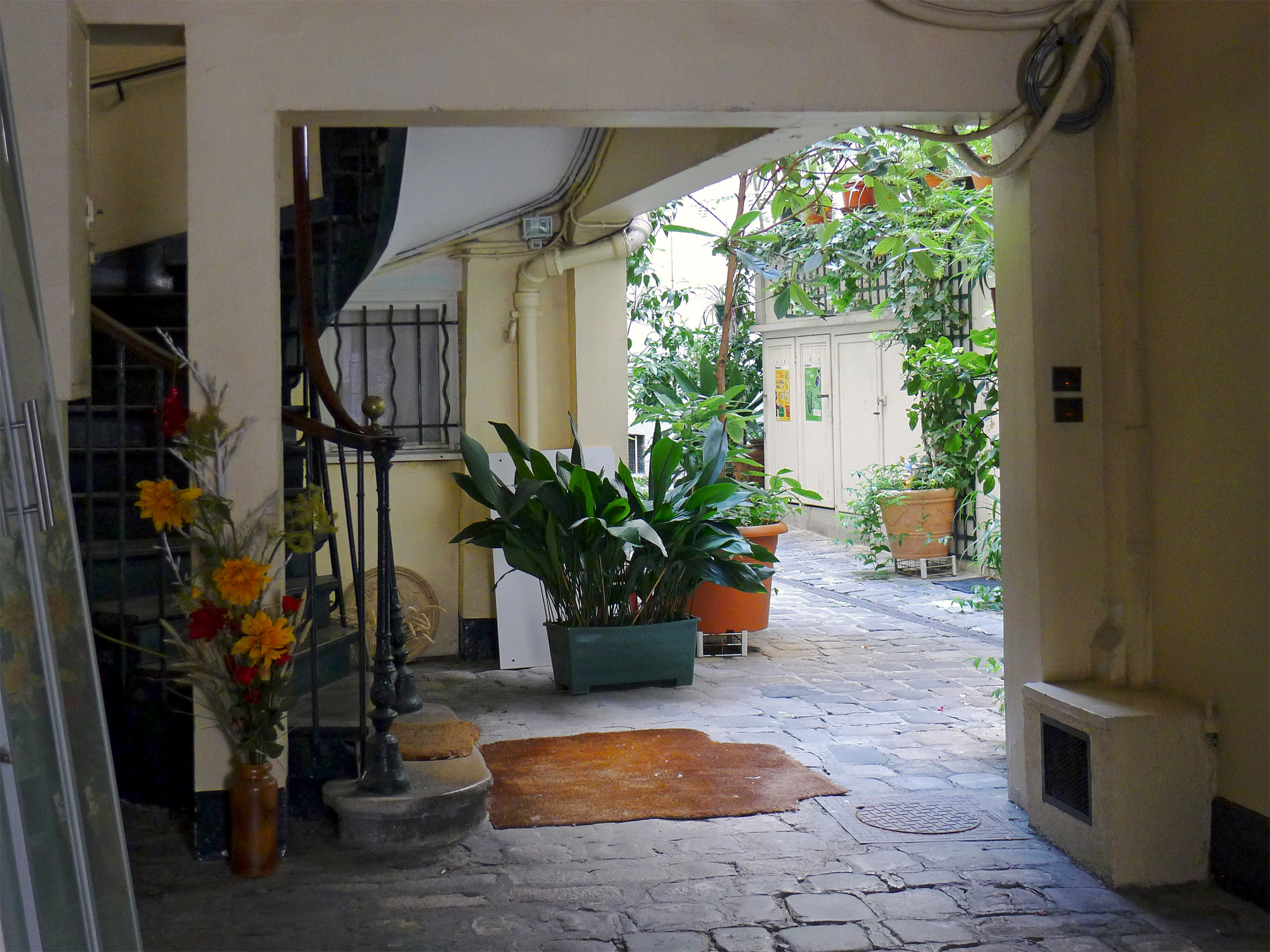
Cour.

- Nos 9 et 11 : ces immeubles constituaient un ensemble bâti par Louis Delarbre en 1790. Ils ont été dénaturés.
- No 10 : hôtel construit par le maître maçon Pierre Convers, en 1754, pour le notaire Aleaume. Occupé de 1880 à 1925 par le collège Sévigné[6]. Des éléments architecturaux du bâtiment sont inscrits aux monuments historiques (façade sur rue, toiture correspondante ainsi que la rampe en fer forgé de l'escalier) par arrêté du 3 décembre 1962.

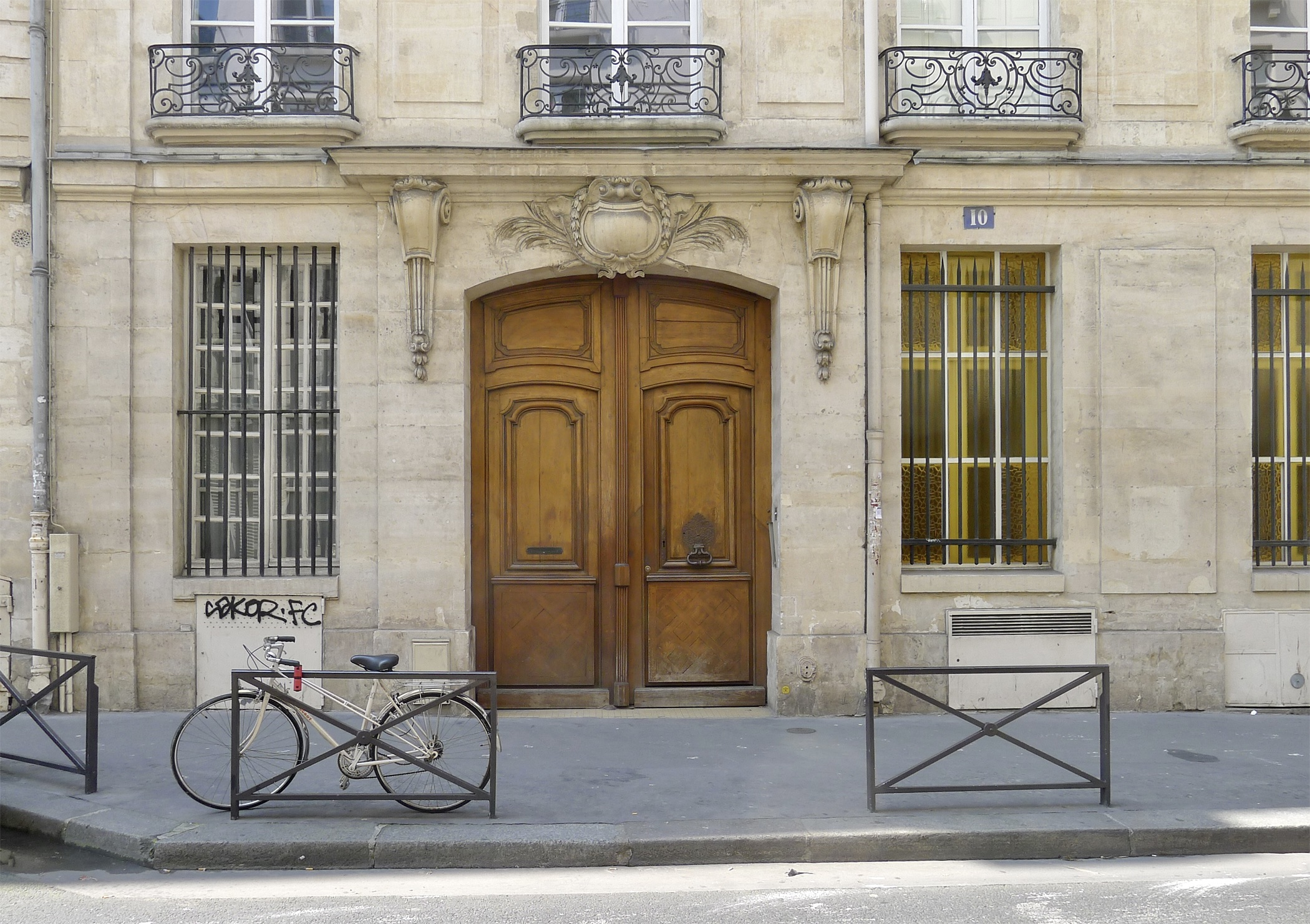
No 10.

- No 12 : petit hôtel de Sourdéac. Antoine Portal, médecin de Louis XVIII et Charles X, y habita. L'hôtel a été construit en 1713.

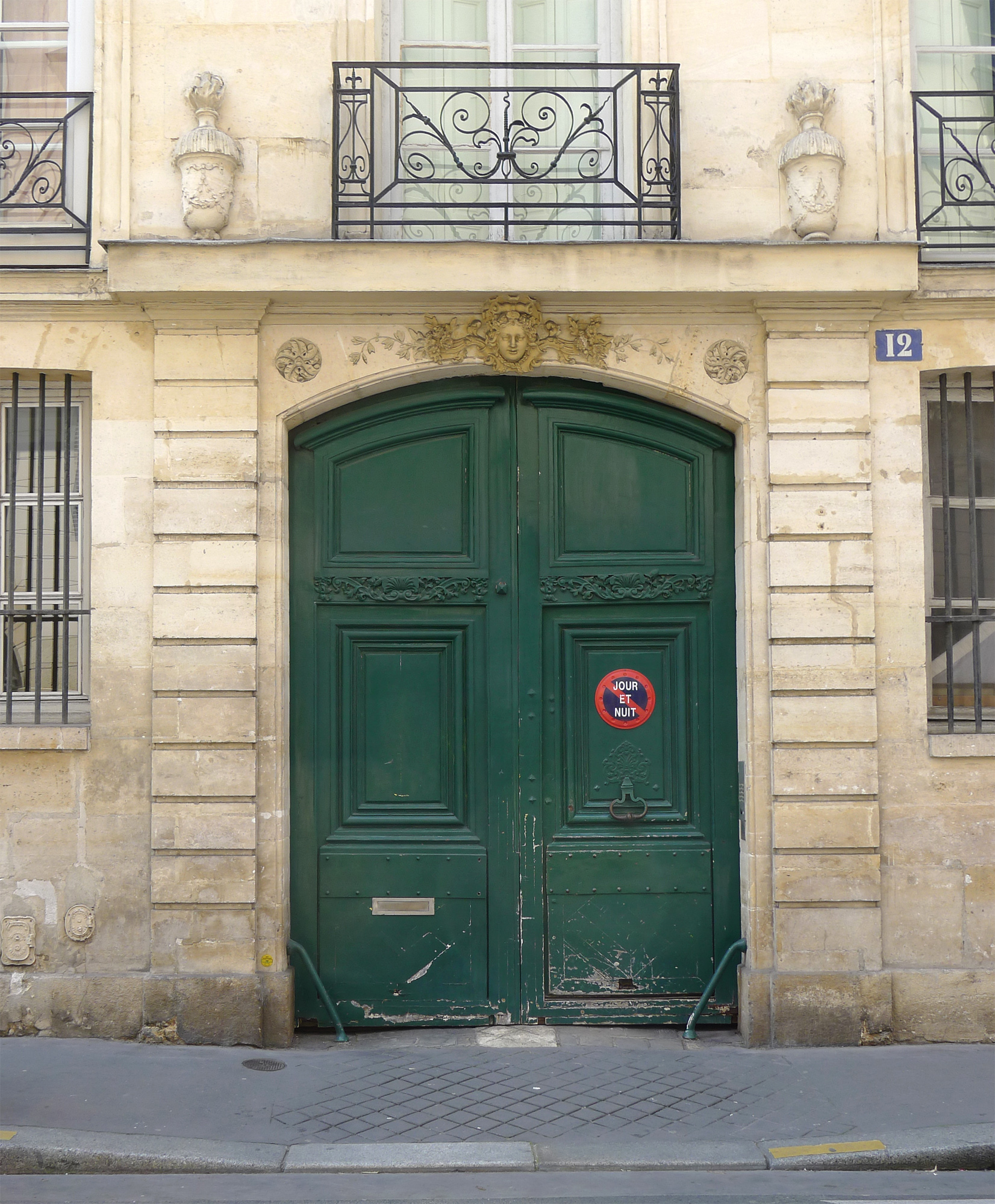
No 12.

- No 13 : Victor Gautron du Coudray (1868-1957), poète érudit, archéologue, peintre conservateur de musée, demeura à cette adresse dans les années 1930. L'immeuble date du XVIIIe siècle.

- No 14 : hôtel construit par Jacques Gontier, conseiller au Parlement de Paris. L'hôtel porte le nom de Claude Trutat, notaire au Châtelet, qui l'a acheté et occupé au XVIIIe siècle. Un salon a été décoré de dessus-de-porte par Joseph François Parrocel, en 1776. Quatremère de Quincy l'a habité jusqu'à sa mort. Il est classé au titre des monuments historiques[7].

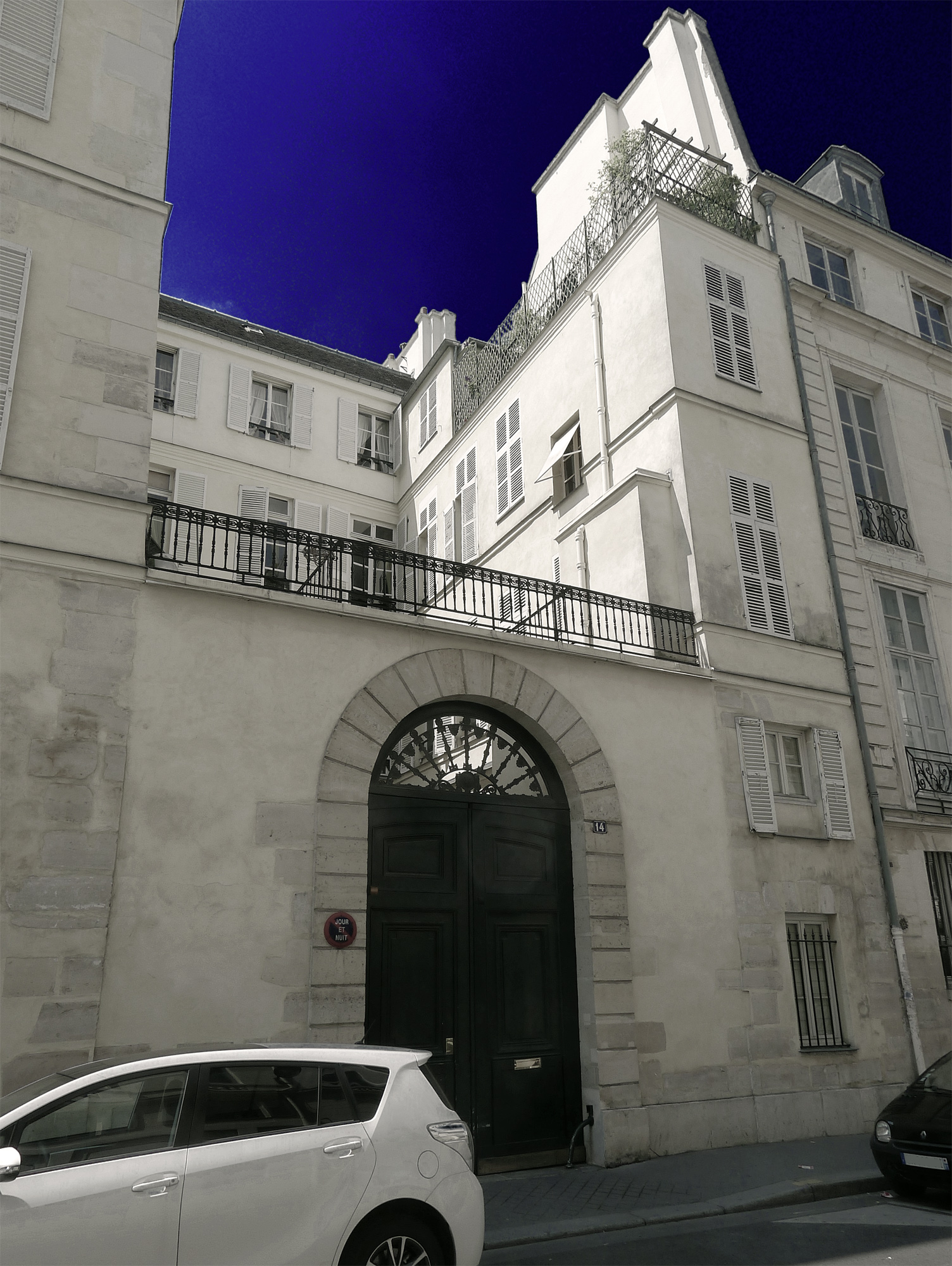
No 14.
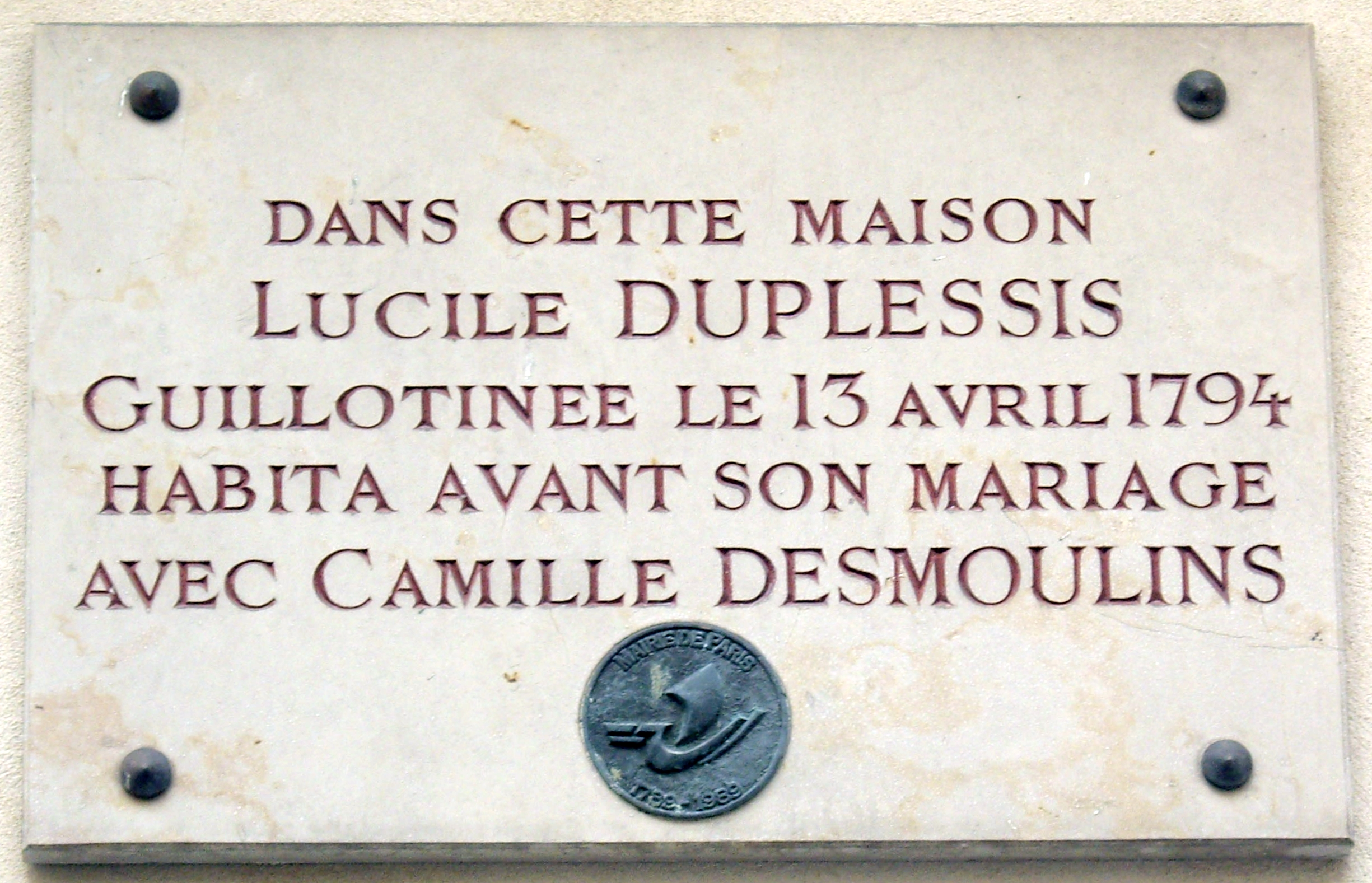
No 22.

- No 15 : immeuble du XVIIIe siècle.
- No 18 : le docteur Mathieu Orfila (1787-1853) y a habité ; il est l'auteur d'un Traité des poisons et le créateur d'un musée d'anatomie pathologique. En 1881, Fernand Nathan (1858-1947) y cofonde une maison d'édition[8].
- No 20 : Blaise Pascal y habita avec sa famille en 1634 et 1635. L'hôtel appartenait à Claude Veillard, seigneur de Malassis, trésorier de France, en 1612. L'ancien préfet des Bouches-du-Rhône et directeur de l'Imprimerie nationale, Arsène Peauger, y habite dans les années 1850 et 1860[9].
- No 22 : immeuble où a vécu Lucile Duplessis avant son mariage avec Camille Desmoulins.
- No 22 : siège du journal La Semaine à Paris, avant son transfert en 1929-1930 au 28, rue d'Assas[10].
- No 24 : hôtel des Gramont-Caderousse du XVIIe siècle.
- No 26 : hôtel Charles-Testu du XVIIe siècle, où habita Beaumarchais. Il y rédigea Le Barbier de Séville. Son monogramme PAC se lit dans les ferronneries des balcons. Il s'agit également du siège de la maison d'édition du Mercure de France. La femme de lettres Rachilde y vécut[11].

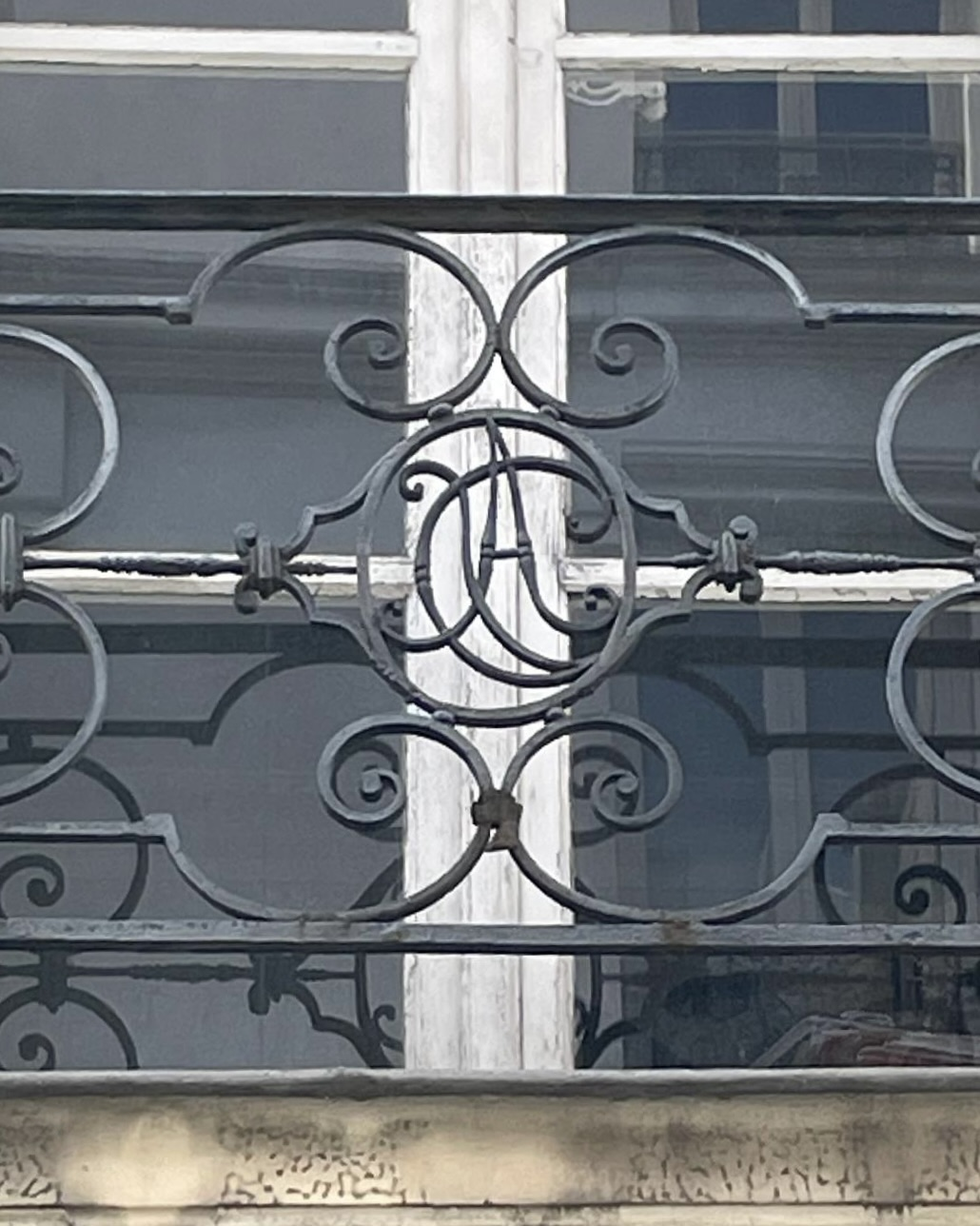
Monogramme de Pierre-Augustin Caron de Beaumarchais.

- No 28 : l'hôtel a été la propriété, à partir de 1763 jusqu'à la Révolution, du président Le Rebours[12] qui a été décapité le 14 juin 1794 pendant la « fournée des présidents.
- No 30 : hôtel construit par Jean-François Blondel en 1733-1735. Il a été habité au début de la Révolution par le baron Alquier, procureur du roi et maire de La Rochelle. Il a été ensuite occupé par Philippe Le Bas — fils du conventionnel Philippe-François-Joseph Le Bas —, qui deviendra le précepteur du futur Napoléon III.
- No 34 : ici se trouvaient les écuries du maréchal d'Ancre dont l'hôtel particulier se situait au 10, rue de Tournon.
- La rue débouche sur le palais du Luxembourg, actuellement occupé par le Sénat, et le jardin du Luxembourg.

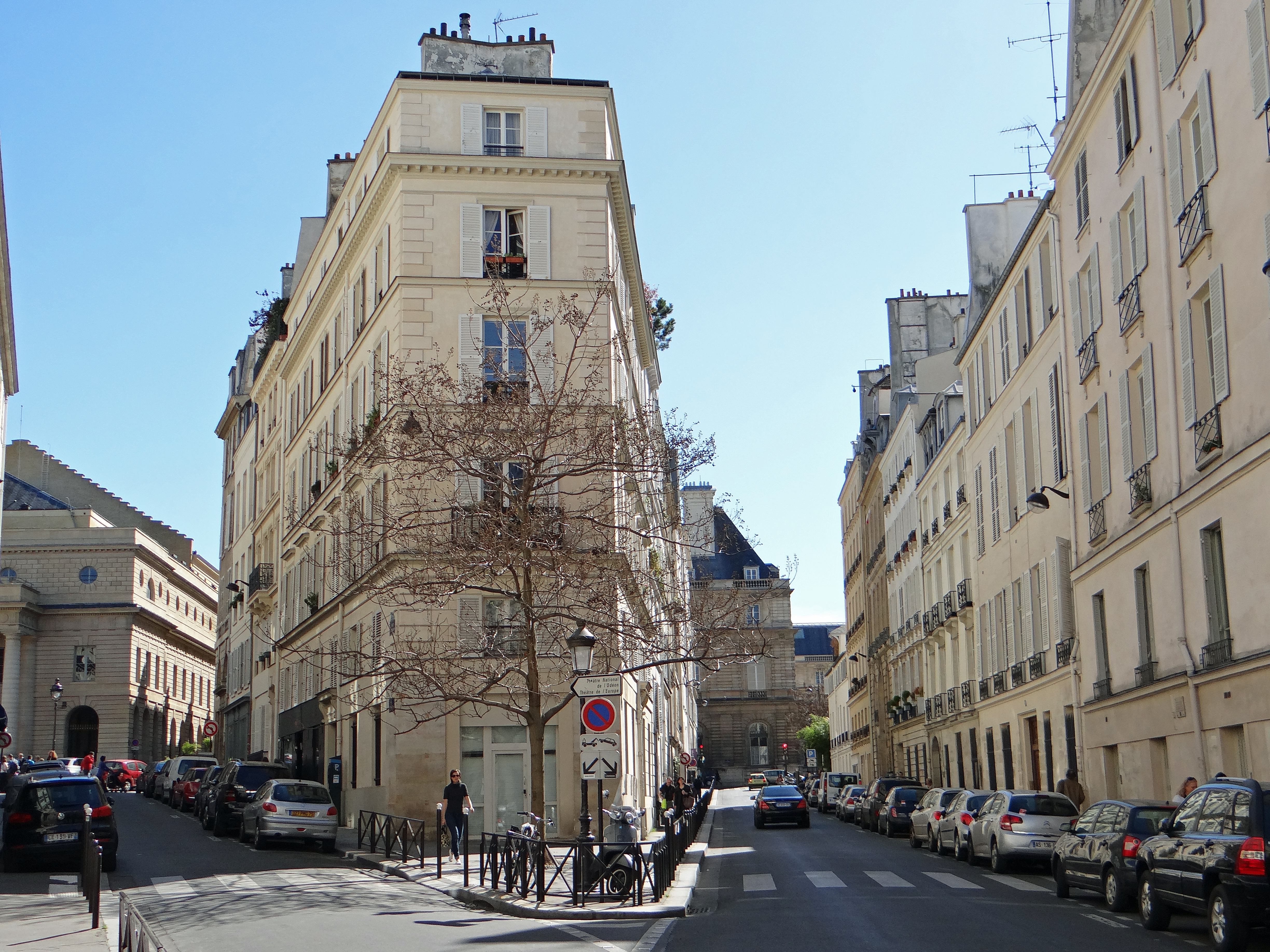
À gauche, la rue Crébillon, à droite, la rue de Condé. Au fond, à gauche, le théâtre de l'Odéon, à droite, le palais du Luxembourg.
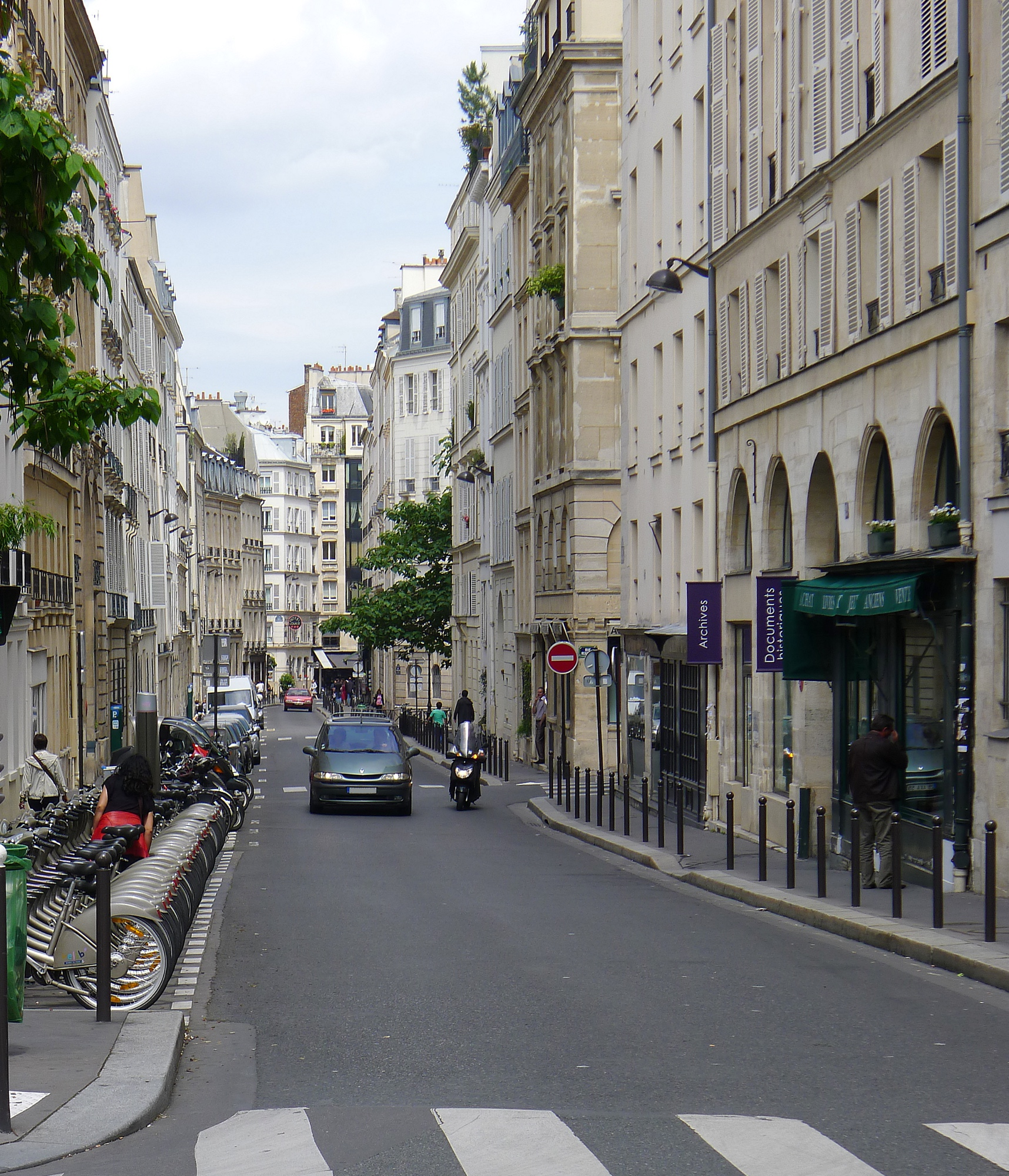
Vue générale de la rue depuis la rue Vaugirard.